# Crocota ricaria
Crocota ricaria is een vlinder uit de familie van de spanners (Geometridae). De wetenschappelijke naam van de soort is voor het eerst geldig gepubliceerd in 1837 door Hübner & Geyer.